# Mont-Saint-Martin (Meurthe-et-Moselle)
Mont-Saint-Martin (Luxemburgs: Mäertesbierg) is een gemeente in het Franse departement Meurthe-et-Moselle in de regio Grand Est. De plaats maakt deel uit van het arrondissement Briey. Mont-Saint-Martin telde op 1 januari 2022 9.282 inwoners. In het oosten ligt het drielandenpunt België–Frankrijk–Luxemburg.

## Geografie
De oppervlakte van Mont-Saint-Martin bedroeg op 1 januari 2022 8,8 vierkante kilometer; de bevolkingsdichtheid was toen 1.054,8 inwoners per km².
In de gemeente ligt ook de plaats Piedmont.

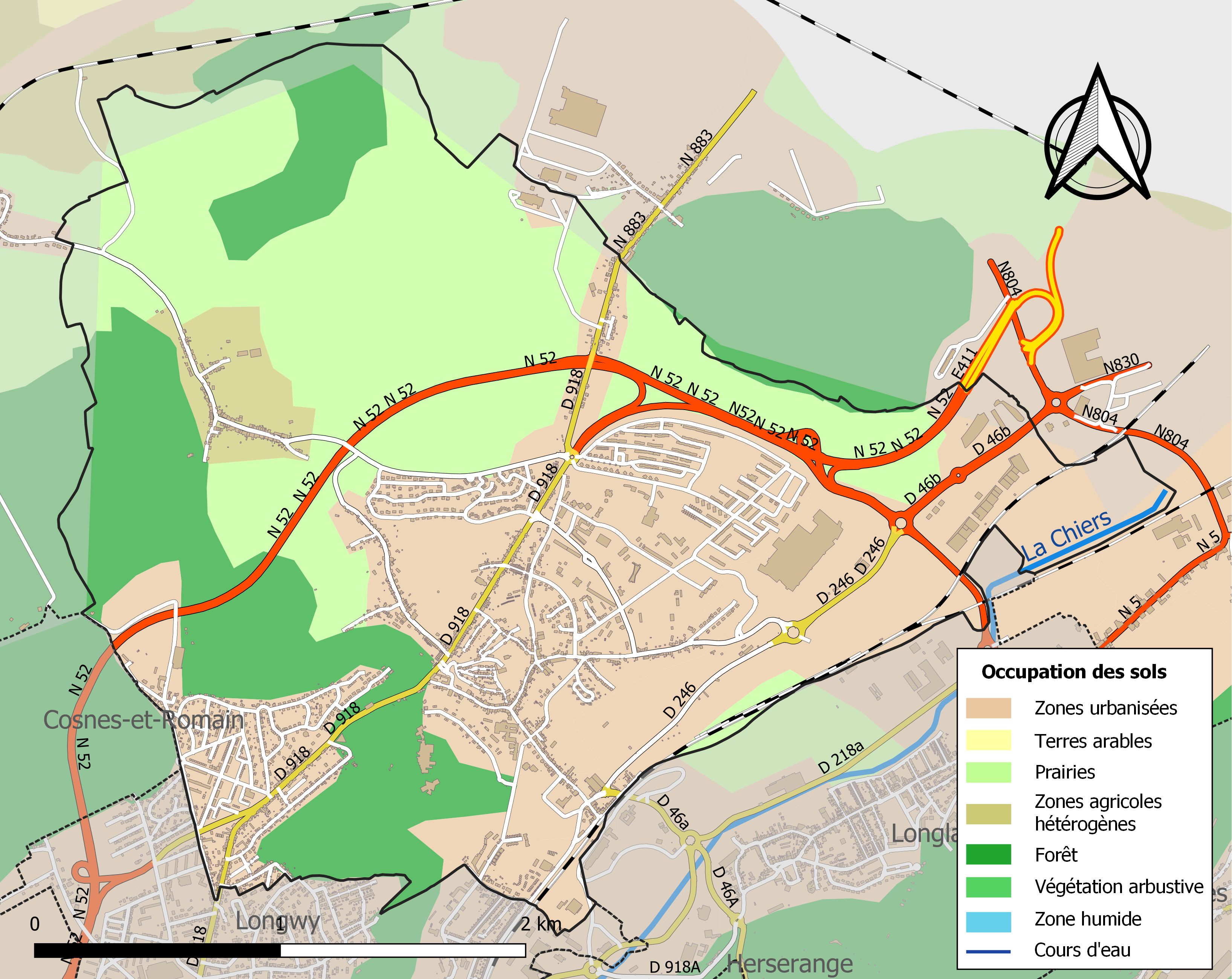
Kaart van de gemeente met de belangrijkste infrastructuur, bodemgebruik en omliggende gemeenten

## Demografie
Onderstaande figuur toont het verloop van het inwonertal (bron: INSEE-tellingen).

## Geboren
- Thibaut Vion (1993), voetballer